# 미노타니역
미노타니역(일본어: 箕谷駅, みのたにえき)은 일본 효고현 고베시 기타구에 있는 고베 전철 아리마 선의 역이다. 역 번호는 KB09이다. 해발 244m이다.
거리에서 본 시점을 기준으로 고지대, 산 중턱에 있다.

## 역사
- 1928년 11월 28일: 고베 아리마 전기철도(현, 고베 전철)의 미나토가와 ~ 전철 아리마(현, 아리마온센) 간 개통과 동시에 개업.
- 1947년 1월 9일: 고베 아리마 전기철도와 미키 전기철도가 회사 합병하여 신아리미키 전기철도의 역이 됨.

## 역 구조
상대식 승강장 2면 2선의 지평역이다. 역사(개찰구)는 목조에서 하행 승강장 측 신카이치 쪽에 있고, 상행 승강장은 구내 건널목에서 연결된다.
역무원 순회 역이다. 역 업무는 연선 광 네트워크에 접속된 역무 원격 시스템에 따르고 있고, 센터 역에서 자동 매표기, 자동 개찰기, 자동 정산기, TV카메라, 인터폰, 셔터가 원격 조작된다. 구내 매점이 설치되지 않았만 역전 상점에서 할인 승차권 등의 위탁 판매를 실시하고 있다.

### 승강장
| 역사측 | ■ 아리마 선(하행) | 다니가미・아리마구치・아리마온센・요코야마・산다 방면 |
| 반대측 | ■ 아리마 선(상행) | 스즈란다이・미나토가와・신카이치 방면                 |

## 역 주변
역전은 좁지만, 역에서 내린 곳에 버스 터미널이 있다.
- 택시 승강장
- 국도 제428호선
- 고베 야마다 우체국
- 미노타니 주차장
- 시모타니카미 농촌 가부키 무대

## 인접역
| 고베 전철 아리마 선           | 고베 전철 아리마 선 | 고베 전철 아리마 선                 |
| ----------------------------- | ------------------- | ----------------------------------- |
| KB08 야마노마치 신카이치 방면 | ■ 준급 ■ 보통       | 다니가미 KB10 산다・아리마온센 방면 |